# 克拉巴赫河
50°45′42.7″N 7°23′58.2″E / 50.761861°N 7.399500°E
克拉巴赫河（德語：Krabach），是德國的河流，位於該國西部，處於北萊茵-威斯特法倫州，屬於錫格河的支流，河道全長10.2公里，流域面積19.8平方公里。